# Asesinato de Canserbero
El  asesinato de Canserbero fue un crimen cometido el 19 de enero de 2015, a las 9:00 p. m. (HLV), en la ciudad de Maracay, Venezuela. Según la investigación realizada por las autoridades, Canserbero fue asesinado por Natalia Améstica, su exmánager, a la edad de 26 años. Al día siguiente del suceso, el cuerpo del rapero fue encontrado a las afueras del edificio Camino Real de la urbanización Andrés Bello, en la calle Juan Vicente González del municipio Girardot. Esa misma noche, Améstica también había asesinado a su propia pareja sentimental, Carlos Molnar. Guillermo Améstica, hermano de Natalia, también participó en el crimen.

## Primera versión de los hechos
La hipótesis que emitió la prensa en ese momento, suponía que Canserbero se había lanzado desde el décimo piso del edificio la madrugada del 20 de enero. En un principio, se dijo que el rapero se encontraba en el departamento de Carlos Molnar, también conocido como «Stoperro», bajista de la banda de reggae Zion TPL, quien era amigo y compañero de trabajo, con la intención de «ayudar a Canserbero, ya que sufría de esquizofrenia y estaba pasando por un grado agudo de depresión». Horas más tarde, Canserbero «en medio de una crisis psicótica, irrumpió en la habitación de Molnar con un cuchillo, apuñalando en reiteradas ocasiones» en presencia de Natalia Améstica (María Natalia Améstica Moraga), novia de Molnar y única testigo de los hechos. Inmediatamente, «se había dirigido hacia la cocina, y en un acto de desesperación, se suicidó lanzándose por la ventana». El hermano de Natalia, Guillermo Orlando Améstica Moraga, también conocido como «Nano», fue quien brindó esta versión a la prensa en horas de la mañana del día del suceso, dándose el caso por cerrado por parte del CICPC del estado Aragua.
El cuerpo de Canserbero fue llevado a la morgue de la urbanización Caña de Azúcar y luego sepultado en el Cementerio Metropolitano de Maracay.

## Información de los implicados

### Natalia y Guillermo Améstica
El 6 de abril de 1974, Guillermo Améstica Miranda y Alicia Moraga Montecino, chilenos, originarios de la Población Roosevelt, en el municipio de Cerro Navia, tomaron un avión, junto a sus tres hijos hasta ese momento (Bárbara, Tamara y Guillermo), desde Chile a Venezuela. Fueron parte de las cientos de familias que dejaron Chile tras ser derrocado el presidente socialista Salvador Allende, en el golpe de Estado de 1973. El abuelo materno de Natalia y Guillermo, Víctor Manuel Moraga, obrero de construcción, era simpatizante del Partido Comunista de Chile de la época. «Nos allanaron tres veces la casa y él estuvo detenido en el Estadio Nacional de Chile», contó Bárbara Améstica al diario El País. El padre de la familia, era pintor de lettering y hacía carteles publicitarios con brocha. Fue un trabajo que continuó en Maracay, donde instaló un pequeño local que, con los años, se digitalizó y se transformó en una empresa. Guillermo Orlando Améstica Moraga, nació en Santiago de Chile, el 21 de agosto de 1969, mientras que María Natalia Améstica Moraga, la menor de los hermanos, nació el 11 de junio de 1979 en la ciudad de Maracay.
Natalia trabajaba esporádicamente en la empresa de su padre, en marketing digital, pues estaba estudiando veterinaria en la Universidad Central de Venezuela. Luego siguió en esa área y también en identificación de marca y difusión por redes sociales, como independiente. Por su parte, Guillermo, al momento de su detención tenía una empresa de elaboración de mobiliarios para locales comerciales.

### Carlos Molnar
Carlos Daniel Molnar González, conocido también como «Stoperro», nació el 1 de marzo de 1979.  Natalia Améstica y él, fueron compañeros en el Colegio San José, en Maracay. Se reencontraron años después. Cada uno tenía un hijo y una hija de relaciones anteriores. Los cuatro se fueron a vivir juntos al departamento en donde sucedió el crimen. La pareja formó la organización de eventos llamada Cana Producciones, un nombre que mezclaba las sílabas «Ca» de Carlos y «Na» de Natalia, la cual se encargaba de organizar festivales de música reggae. Según los Améstica, Molnar y Canserbero se conocieron cuando una empresa telefónica incluyó dos canciones, una de cada uno, en el lanzamiento de un teléfono celular, y así formaron una amistad. Luego el rapero pidió al bajista de reggae que colaborara en sus recitales y giras. Según Bárbara Améstica, Natalia no era mánager de Canserbero, sino que ayudaba a Carlos Molnar, ya que era él quien se encargaba de las gestiones de las presentaciones que alcanzaron a hacer con el rapero. Molnar fue el bajista de la banda de reggae llamada Zion TPL, fundada en 1993. El bajista llevó su música a diferentes escenarios en Europa, donde tuvo la oportunidad de tocar con los ídolos que lo inspiraron. Reconocidos grupos como Steel Pulse, Aswad y Black Uhuru, influenciaron a Molnar, quien logró que su banda se estableciera como pionera del género reggae, al utilizar baterías electrónicas secuenciadas y destacados arreglos de viento. En 2003, llegó El Génesis, álbum del que sobresalen canciones como «Guayabo Song», «Believing In Zion» y «Santa Providence»; trabajos discográficos que marcaron su inicio en escenarios internacionales, donde incluso, llegaron a compartir tarima con grandes del género como Micheal Rose, Jimmy Cliff, Mystic Revealers y The Skatalites. Además, compartió presentaciones en vivo en reiteradas ocasiones junto a Canserbero.

## Investigación inicial del suceso

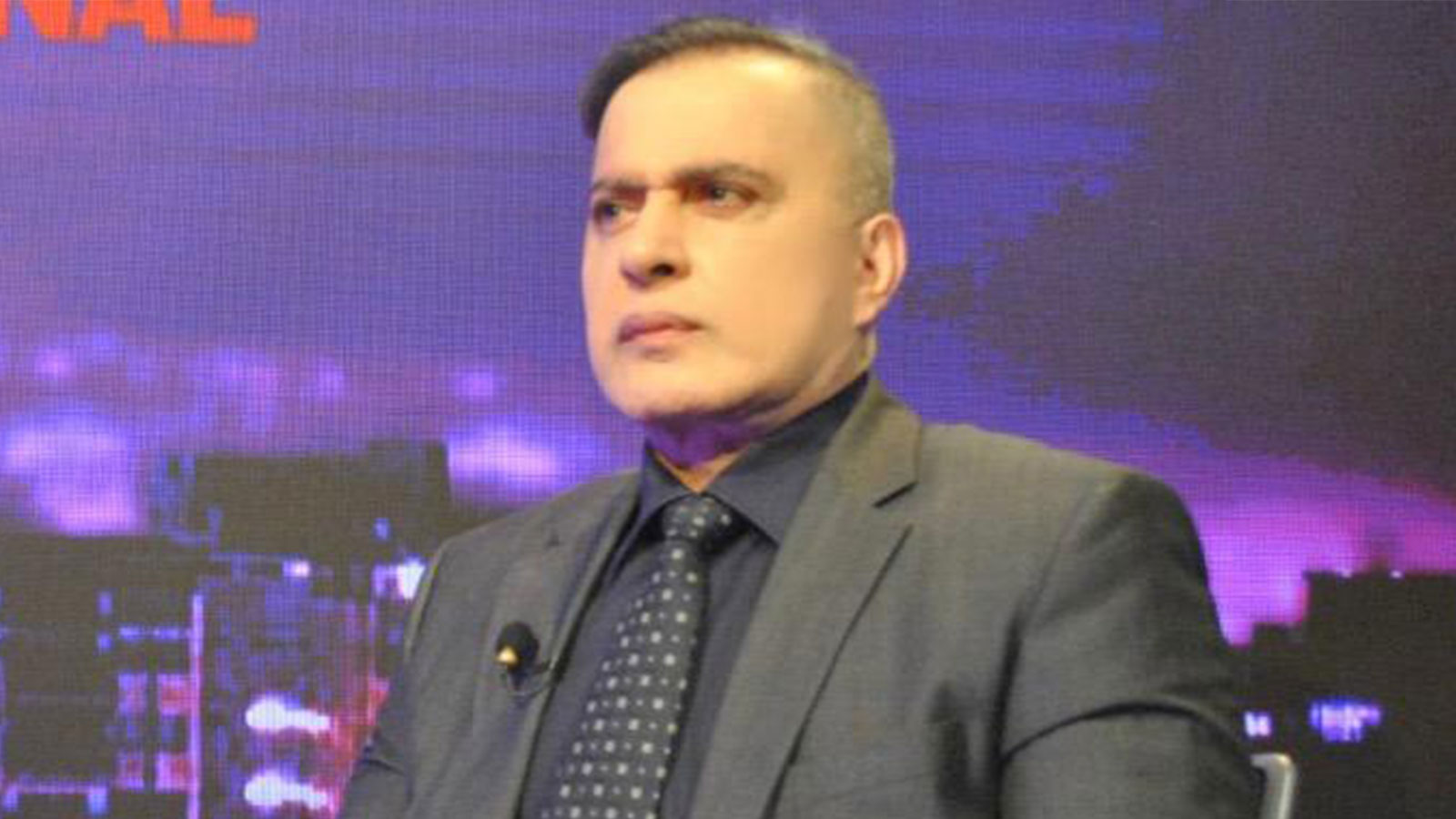
Tarek William Saab, en 2022.

En marzo de 2015, Tarek William Saab, Defensor del Pueblo de Venezuela para ese entonces, se reunió con sus familiares. «Haber sacado las romanillas de la ventana indica método, no desesperación», opinó el defensor, quien se apoyó en el testimonio de las hermanas para indicar que las romanillas no estaban al momento de la caída de Canserbero, «pero alguien las volvió a poner después». El defensor también admitió que sus hermanas sostuvieron que la novia del bajista Carlos Molnar y principal testigo del caso, se había ido de Venezuela días después de los hechos, con dirección a Chile, por su ascendencia chilena.
Canserbero venía de realizar una gira por Chile y Argentina junto con Natalia y Carlos Molnar, quien iba a ejercer de productor de su nuevo disco. El último detalle facilitado por las hermanas al defensor es que, en dicha gira el rapero había logrado recaudar unos seis mil dólares, gracias a las presentaciones. El dinero que guardó en el departamento de Molnar, hasta el momento en que ocurrieron los hechos, no fue encontrado.
Los familiares de Canserbero desmintieron dichas conjeturas, aludiendo que el artista no tenía ninguna enfermedad mental. También alegaron que cuando se encontró el cadáver del rapero, este no poseía en las manos la cantidad de sangre que debería tener si realmente hubiera asesinado a puñaladas a Molnar, y que por alguna extraña razón, su cuerpo fue encontrado con los pantalones por debajo de las rodillas, y las cámaras de seguridad del lugar estaban apagadas.

## Reapertura del caso y esclarecimiento
El 11 de noviembre de 2023, el Ministerio Público de Venezuela ordenó reabrir nuevamente la investigación por la muerte de Canserbero, informó el fiscal general Tarek William Saab en su cuenta de Twitter. Saab indicó que se ordenaron «inmediatamente» varias diligencias de investigación que incluyen la «inspección técnica del sitio del suceso», «levantamiento planimétrico», «cálculo físico de caída libre», varias citaciones a «testigos presenciales y referenciales», además de la «evaluación del protocolo de autopsia para verificar la viabilidad de una exhumación» del cadáver del rapero. Saab también ordenó radicar el caso a la ciudad de Caracas, luego de que por años estuviera archivado en la ciudad de Maracay. Igualmente notificó a la Dirección General de Apoyo a la Investigación Penal, trasladar a expertos de la Unidad Criminalista de Campo al lugar donde ocurrieron los hechos, y detalló además que entrevistaría a sus familiares.
El 14 de noviembre, Saab se reunió con sus familiares, informando que «las investigaciones se han retomado desde cero» y que se están realizando todas las diligencias necesarias para esclarecer el caso. «Se hizo una inspección en el lugar del suceso y ya tenemos el expediente en el Ministerio Público. Además, estamos verificando con expertos cómo fue la caída de Tirone González del piso 10, hasta donde lamentablemente fallece. Hay muchas contradicciones de cómo ocurrió todo», dijo Saab. El fiscal informó que las autoridades no realizaron las inspecciones competentes en el cálculo de la caída que presuntamente sufrió. También destacó que la familia del rapero aseguró que los hechos no pasaron como dijo el CICPC del estado Aragua, quienes catalogaron el caso como un «asesinato-suicidio». Sus familiares recordaron que, cuando Saab era Defensor del Pueblo, los atendió en su despacho en marzo de 2015 e intentó realizar todas las diligencias para esclarecer el caso. Sin embargo, señalaron que muchas de las diligencias que propusieron, no fueron realizadas por los fiscales de la época. Nicolás Maduro respaldó la decisión del fiscal general de reabrir la investigación sobre la muerte del rapero venezolano. «Felicito al fiscal general que reabrió la investigación de la muerte de Canserbero. Todo mi apoyo para que esclarezca qué le pasó».
Al día siguiente, Tarek William Saab ofreció un balance sobre la investigación, donde descartó la hipótesis de una posible enfermedad mental por parte de Canserbero, luego de entrevistar a los familiares del artista, lográndose constatar que el rapero «gozaba de excelente salud». El fiscal añadió que la información sobre su salud mental fue difundida «sin pruebas» por el hermano de Natalia Améstica. Los familiares de Canserbero también aseguraron que el rapero les había manifestado su deseo de «terminar la relación laboral» con Natalia Améstica, quien era su mánager en ese momento, y que Canserbero «tenía excelentes proyectos a corto plazo por realizar». También se dio a conocer que en la residencia donde vivía, le cortaron los servicios de electricidad y agua, por lo que fue invitado ese día al departamento del también fallecido Carlos Molnar, novio de Améstica. Saab confirmó que «varios testigos declararon haber visto presencia de presunta sustancia hemática (sangre) en diferentes partes de la casa y no en un solo lugar como en su momento afirmó el CICPC de Aragua».
El 21 de noviembre, Saab dio a conocer la imputación hacia Natalia y Guillermo Améstica por parte del Ministerio Público, por el delito de «falsa atestación y obstrucción a la administración de justicia», a raíz de haber aportado datos que no corresponden a la realidad de los hechos ocurridos en el fallecimiento de Canserbero y Carlos Molnar. En la declaración inicial que transcribió el CICPC de Aragua, ambos hermanos dijeron sin pruebas forenses que el rapero sufría de trastornos mentales, además de alegar que informaron a las autoridades competentes por la vía del 911 sobre el fatal suceso, cuando en realidad la llamada telefónica nunca ocurrió. En la investigación se determinó además, que el sitio del suceso fue totalmente alterado. También informó que según la lectura de las actas que reposan en el expediente, hay ausencia de elementos relevantes en lugares de interés criminalístico.
El 23 de noviembre, el fiscal emitió una rueda de prensa acerca de los avances del caso. La investigación determinó que posiblemente el rapero no habría caído desde la ventana de la cocina del apartamento de Carlos Molnar, ya que la forma en que se halló el cuerpo, no coincide con la de una persona que salta desde el piso 10 de un edificio. Saab agregó que el ensayo de luminol, dio como resultado un falso negativo, por lo que se presume que el lugar del suceso fue limpiado de forma inmediata, lo que no permitió que la sangre se fijara. «Se presume que los materiales utilizados para su limpieza fueron hipoclorito de sodio o lejía, que es una sustancia utilizada para desaparecer rastros de sangre», explicó el fiscal. Reveló también que Canserbero fue encontrado en la entrada de la residencia de Molnar con cuatro heridas producto de un objeto punzo cortante, además de pérdida de dos piezas dentales y politraumatismo, mientras que el cuerpo de Carlos Molnar el día de los hechos, fue encontrado en el piso de la cocina del apartamento con 17 puñaladas. Saab también leyó textualmente las declaraciones que hizo Natalia Améstica ante las autoridades:

Carlos fue al cuarto a decirme que había llevado a Tirone al cuarto del niño (hijo de Molnar y Améstica) a dormir. Tirone estaba muy mal; decía que a Leslie (novia de Canserbero) la estaban torturando (dando a entender que este estaba delirando). Nos metimos en internet desde mi teléfono a investigar sobre qué hacer en casos de crisis de esquizofrenia. Al leer la información que conseguimos, Carlos salió del cuarto con dirección a la sala. A los cinco minutos, escuché un escándalo, me asusté y me encerré en el baño de mi cuarto, para llamar al 911. Ellos me comunicaron con la policía y me atendió un funcionario; le dije que en la casa había una persona con problemas mentales y necesitábamos ayuda.

Saab catalogó estas declaraciones como «mentiras tremendas e inconsistencias extremas».
En la rueda de prensa, el fiscal oficializó la exhumación de los restos de Canserbero. Al día siguiente, a través de su cuenta de Twitter, Saab publicó los primeros resultados de la autopsia y exhumación del rapero, determinando que las lesiones que presentan sus restos, fueron causadas antes de morir, y no por la caída como se creía en un principio. «Las lesiones que presentó Tirone González en su humanidad, fueron causadas estando vivo (pre-mortem). Pese a que el cadáver se encontraba en estado de reducción esquelética con ausencia de tejidos blandos, se observaron fracturas graves con reacción vital». En la autopsia se verificó fractura craneal, fractura del maxilar inferior, fractura cervical y torácica, fractura de arcos costales derechos y fractura de codo derecho. Según registros fotográficos de la inspección del cadáver tomadas en el 2015, hubo lesiones que fueron causadas con un objeto cortante con bordes bien definidos, en el lado izquierdo del cuerpo, pero esta información no se plasmó en la autopsia de la época. «De igual manera nos encontramos investigando la génesis de las lesiones cortantes presentadas en el lado izquierdo del tórax de Canserbero, ya que se corroboró el día de ayer que el impacto del cuerpo en la caída, fue en su lado derecho y no en el izquierdo», informó Saab. También se determinó que en la escena del crimen, las huellas de sangre que había en la cocina pertenecían a una persona de talla 37.5, cuando la talla de calzado de Canserbero era 41.
El 30 de noviembre, Saab resaltó que hay varias personas implicadas en el crimen. También cuestionó la investigación realizada por el Ministerio Público en 2015, señalando deficiencias y calificandola como «pirata y mediocre». Expresó dudas sobre la hipótesis de homicidio-suicidio, mencionando inconsistencias en la autopsia y preguntándose quién pudo infligir las heridas cortantes antes de la caída de Canserbero por la ventana. Además, el fiscal general planteó interrogantes sobre la ubicación del cuerpo, sugiriendo que el cadáver pudo haber sido movido después de la caída. También resaltó la falta de manchas de sangre en las ventanillas y mencionó testimonios que, a su juicio, contradicen la versión oficial.

### Confirmación de asesinato
| Tarek William Saab | Twitter |
| @TarekWilliamSaab  |         |

             Vea aquí las escalofriantes confesiones sobre el doble asesinato de Canserbero y Carlos Molnar, que Natalia y Guillermo
Améstica, nos revelaran a través de un largo interrogatorio que les hice a ambos, en presencia de Directores y de Fiscales del Ministerio Público de Venezuela en las madrugadas de los días 19 y 26 de diciembre respectivamente.

Dichas brutales revelaciones, expresan cómo los hermanos Améstica (de origen chileno) se confabularon por odio, envidia, sed de venganza y ambiciones financieras, para matar el 19 de enero del 2015 a Tirone González y Carlos Molnar.
         

        26 de diciembre de 2023

La noche del 19 de enero de 2015, Natalia Améstica, su entonces mánager, se benefició del hecho de que sus hijos no estarían y aprovechó que su novio Carlos Molnar, y Canserbero, estarían en el departamento del edificio Camino Real, localizado en Andrés Bello, Maracay; ahí, tenían previsto grabar unos videos promocionales para una futura presentación en Panamá. Durante su estancia, la mujer preparó y les ofreció un té que adulteró con Alpram, un potente medicamento sedante utilizado para controlar la ansiedad. Al beberlo, dicha medicina provocó que ambos hombres quedaran somnolientos. Al verlos vulnerables y sufriendo un ataque de ira, Natalia aprovechó para atacar a Molnar, apuñalandolo hasta provocarle la muerte; este último era amigo y acompañante del intérprete en sus conciertos, por lo cual sus razones para matarlo se debieron al rencor que le tenía a Canserbero. Pese a su estado somnoliento, el rapero se percató de lo que había hecho, antes de quedar inconsciente por los efectos del fármaco. En un acto desesperado, Améstica lo apuñaló dos veces en el costado. Tras cometer el crimen, llamó a Guillermo Améstica, su hermano; este llegó al lugar con tres funcionarios del Servicio Bolivariano de Inteligencia Nacional (SEBIN), quienes ayudaron a alterar la escena del crimen para hacerla parecer un asesinato-suicidio, con Guillermo y sus conocidos infligiéndole más heridas al cadáver de Canserbero, para luego arrojarlo por la ventana. Los eventos posteriores a estos hechos concluyeron en la madrugada del 20 de enero, e incluyeron la actuación de Natalia fingiendo pedir ayuda a sus vecinos, y el soborno de diez mil dólares que Guillermo le dio a los burócratas del Cuerpo de Investigaciones Científicas, Penales y Criminalísticas (CICPC), para terminar de montar la escena falsa de ambos asesinatos.
Todo lo anterior fue revelado en un video de confesión que grabaron los hermanos Améstica el 26 de diciembre de 2023. De acuerdo a Natalia, su odio hacia el rapero surgió luego de que ambos tuvieran un conflicto en Chile cuando se enteró de que no recibiría el pago por organizar su gira en ese país, a pesar de que ella quería que se le pagaran los pasajes de viaje que había comprado y un porcentaje por la organización de dicha gira. Aunado a lo anterior, involucró los sentimientos de rechazo y resentimiento que sintió cuando el artista le externó que ya no quería trabajar con ella, además de sentirse excluida por no haber sido considerada ni como mánager ni como organizadora de sus giras por Chile y Argentina. La exhumación y segunda autopsia que se le hizo al cuerpo de Canserbero en noviembre del mismo año también confirmó su asesinato, ya que se encontraron indicios de apuñalamiento previo a la que se creía había sido su caída por la ventana, y se determinó que el traumatismo en su mandíbula no había sido provocado por la caída, sino por un golpe con un objeto contundente (tubo).

## Proceso penal

### Detenciones
Además de haber sido puestos bajo arresto los hermanos Améstica por ser los autores intelectuales y materiales de los crímenes, también fue imputado y privado de libertad el ciudadano Marco Pratolongo Colanzingari, por poseer las llaves del departamento en donde vivía Canserbero, en el cual se perdieron varios objetos de interés criminalístico. Otros detenidos en el caso, fueron los detectives Jesús Medina y Yonel Toro, el investigador Edgar Trillo, Gilbert Cruz y Teresa Pinto del CICPC, Arquelis Blanco de la Policía Nacional Bolivariana y Solángela Mendoza quien fue la patóloga forense que realizó la autopsia a Canserbero. Saab comunicó que Natalia y Guillermo serían procesados por el delito de doble homicidio.

### Imputaciones
El 8 de enero de 2024, Saab emitió un comunicado vía Twitter, formalizando las acusaciones hacia Natalia y Guillermo Améstica, por los delitos de «homicidio calificado con alevosía y por motivo fútil en grado de coautoría, obstrucción a la administración de justicia, simulación de hecho punible, falsa atestación ante funcionario público y asociación para delinquir». Marco Pratolongo, por los delitos de «homicidio calificado con alevosía y por motivo fútil, en grado de cómplice no necesario, simulación de hecho punible, obstrucción a la administración de justicia y asociación para delinquir». Los funcionarios policiales Edgar Trillo, Gilbert Cruz y Teresa Pinto, por los delitos penales de «obstrucción a la administración de justicia, simulación de hecho punible, corrupción propia agravada y asociación para delinquir» y la patóloga Solángela Mendoza por «obstrucción a la administración de justicia, encubrimiento y asociación para delinquir».

### Condenas
En una rueda de prensa llevada a cabo el 2 de febrero de 2024 en el auditorio del Ministerio Público, Tarek William Saab informó que los hermanos Natalia y Guillermo Améstica fueron declarados culpables y condenados a 25 años de prisión por los asesinatos de Canserbero y Carlos Molnar. En un principio, la Fiscalía pidió una pena de 30 años, la máxima posible en Venezuela, pero se les aplicó una rebaja de cinco años como beneficio por haber confesado los homicidios.
En diciembre de 2024, se realizó la audiencia contra los acusados Gilbert Cruz, Edgar Trillo, Teresa Pinto, Solángela Mendoza y Marco Pratolongo, quienes fueron sentenciados de 15 a 20 años de prisión por delitos como «obstrucción a la justicia», «asociación para delinquir» y «homicidio en grado de complicidad», de acuerdo con un comunicado del fiscal general. «Ha sido un trabajo de meses y semanas lograr esto. Es una hazaña judicial que tiene que trascender», declaró.

## Repercusiones

### Familia Améstica
El Ministerio Público de Venezuela citó a Claudia Améstica, hija de Guillermo Améstica, para que declare sobre el caso de la muerte de Canserbero, luego de que ella señalara que las investigaciones de la Fiscalía que acusan a su tía y su padre por asesinato, son falsas. La información fue publicada por Tarek William Saab a través de su cuenta de Twitter, el 30 de diciembre de 2023. El funcionario aseguró que Claudia Améstica fue imputada por obstrucción a la justicia y falsa atestación. El 26 de diciembre, la hija de Guillermo dijo en un video que las acusaciones relacionadas con el caso del asesinato de Canserbero están llenas de incongruencias. «¿Usted de verdad cree que la gente en Venezuela se pueda comer este cuento? Rechazamos todo lo que hoy se dijo, todo está viciado, usted lo sabe. Si usted quiere seguir con su show, sígalo, pero no lo haga a costa de la vida de inocentes», agregó Claudia. Saab la acusó de vilipendiar a las autoridades del Estado venezolano y de obstaculizar una investigación que está «en pleno proceso de desarrollo». La invitó también a presentar pruebas que refuten las conclusiones del Ministerio Público. «¿Por qué su propio papá y su tía, ambos asesinos de Canserbero y de Carlos Molnar, fueron a un tribunal de manera voluntaria a confesar, Natalia Améstica el día 26 de diciembre y Guillermo Améstica, la manera en cómo mataron a Carlos Molnar y Canserbero?», dijo el fiscal en un video difundido en redes sociales.
El abogado de la familia Améstica en Venezuela, Joel García, declaró que Natalia y Guillermo estuvieron lejos de haber hecho una confesión libre, puesto que aparecen maniatados en el video en donde confiesan el crimen. «La razón más evidente es el lenguaje corporal de ambos; estaban como leyendo un guión. Según la Constitución de la República Bolivariana de Venezuela, para que una confesión sea válida, debe estar hecha sin coacción», aseguró García. Afirmó además que fue llamado por los Améstica en diciembre de 2023, para ejercer la defensa, pero las autoridades no le permitieron hablar ni ver a nadie. Por su parte, uno de los abogados de los Améstica en Chile, Ciro Colombara, expresó: «basta con ver la supuesta confesión para darse cuenta que no es una declaración que se haya prestado de manera libre, con ejercicio al resguardo de sus derechos, con las manos atadas, señalando cuestiones que en términos lógicos son absolutamente incoherentes».

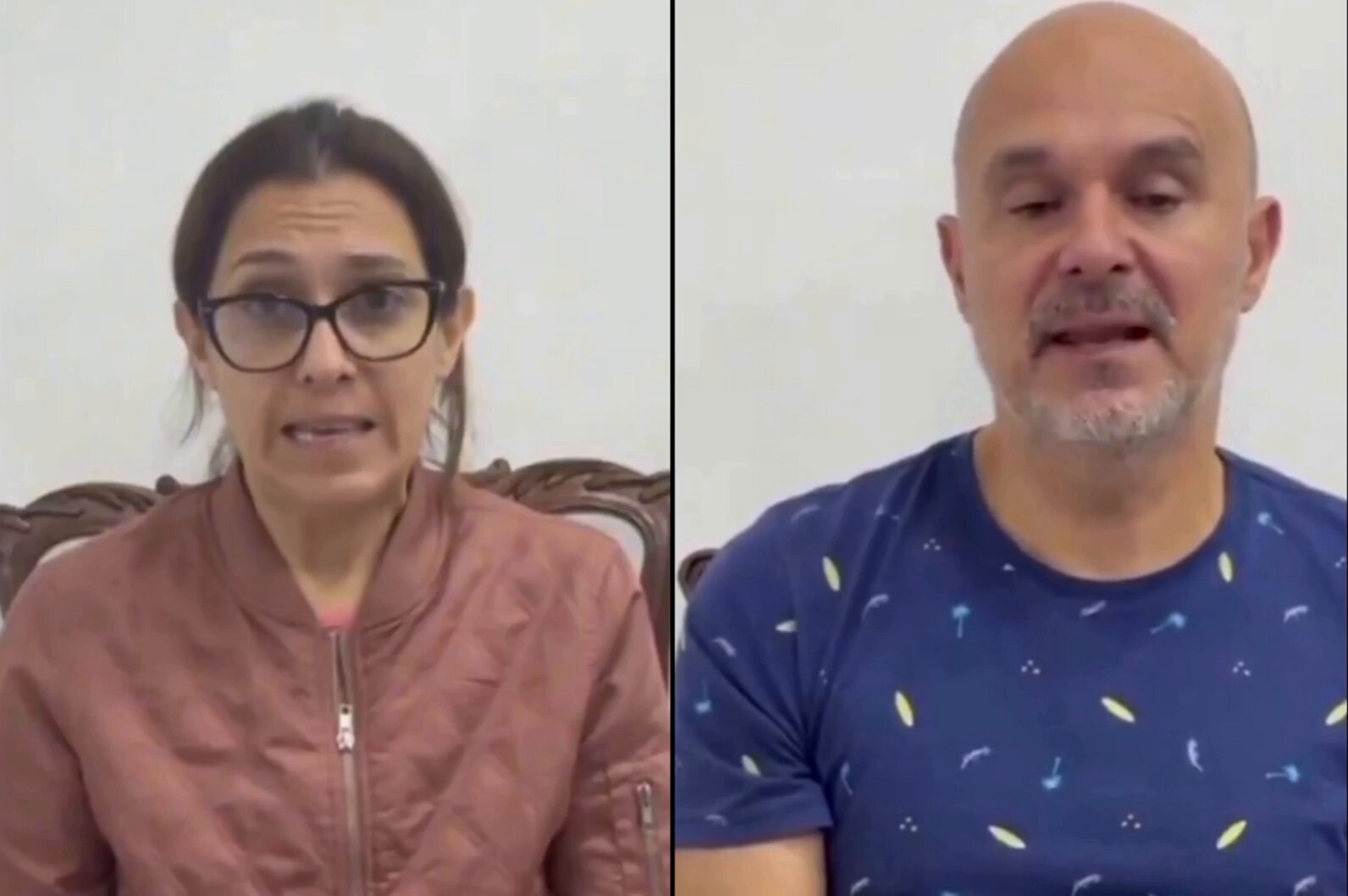
Confesión de los hermanos Améstica.

A través de una entrevista, Bárbara y Tamara Améstica, hermanas de Guillermo y Natalia, expresaron: «como ciudadanos chilenos, nos interesa que el Gobierno de Chile sepa lo que está pasando y que nos apoye para que se garantice el derecho a la defensa e integridad física. Queremos que a través del gobierno chileno se acompañe este proceso. Mis hermanos están mal emocionalmente». Bárbara y Tamara, habían viajado a Chile para pedir que se gestione que Natalia y Guillermo, puedan ser representados por un abogado privado, y no por el defensor público que les fue asignado en Venezuela. «Estamos pidiendo la posibilidad de que mis hermanos puedan defenderse, de tener un abogado privado. Es lo básico», dijo Bárbara Améstica. Sus padres salieron de Chile a Venezuela en 1974, tras el golpe de Estado de 1973, para vivir en Maracay, en el estado Aragua. Bárbara, Tamara y Guillermo nacieron en Chile, a excepción de Natalia que nació en Venezuela.
En enero de 2024, Guillermo Améstica envió unos audios a su hija Claudia desde el Comando nacional Antiextorsión y Secuestro (CONAS) de Caracas. En ellos contó que fue presionado por las autoridades para confesar los delitos y que supuestamente fue víctima de tortura. «Me insultaron para que confesara, pero no lo hice. Claudia, me iban a matar. Con música de Canserbero de fondo, me pusieron una bolsa en la cabeza y me ahogaron cinco veces. Fue terrible; al final, tuve que decirles la historia que ellos quieren contar», dijo.

### Gobierno de Chile
Ciro Colombara y Jennifer Alfaro, abogados de los Améstica en Chile, asumieron la representación y la defensa en el caso. «Sin perjuicio de que tenemos la convicción de que son inocentes, ellos han sido privados del derecho a defensa, a presentar pruebas y a saber de qué se les acusa», dijo Colombara, añadiendo que las hermanas «han venido a Chile para que el Gobierno asuma una posición y exija que se respeten sus derechos como ciudadanos chilenos». Ambas hermanas asistieron a una sesión a la Comisión de Derechos Humanos del Senado, para luego ser recibidas por la Comisión de Relaciones Exteriores de la Cámara de Diputados y luego por la Dirección de Derechos Humanos de la Cancillería. «Solo falta que el presidente Gabriel Boric responda la solicitud de una reunión para conocer el caso», afirmó el abogado. Bárbara y Tamara Améstica cuentan al diario El País, que la familia sostuvo en diciembre reuniones en el consulado en Venezuela y también con el embajador de Chile en Venezuela, Jaime Gazmuri. Se realizó en una sesión especial en la Comisión de Derechos Humanos, Nacionalidad y Ciudadanía del Senado chileno, que preside el senador Francisco Chahuán. Los senadores oficiaron al canciller chileno Alberto van Klaveren para que disponga de «las medidas que sean necesarias para que nuestros representantes en la República de Venezuela adopten las acciones pertinentes en el caso que afecta a los ciudadanos chilenos Natalia y Guillermo Améstica, con especial atención a su integridad física, al respeto a las normas del debido proceso y al acceso a un abogado privado, todos reconocidos como derechos fundamentales en la Carta de Naciones Unidas». El documento además, lo suscribieron los senadores de la Comisión de Relaciones Exteriores, que también preside Chahuán, José Miguel Insulza y Rojo Edwards, de diversas tendencias políticas. Chahuán explicó que es una petición que ya han hecho en otros casos de chilenos que han enfrentado procesos en el exterior. «En el vídeo, [los hermanos] aparecen atados de manos lo que, claramente, infringe las garantías procesales», señaló.
El 29 de diciembre de 2023, luego de las confesiones de asesinato por parte Natalia y Guillermo Améstica, Saab declaró: «estamos ante dos extranjeros de origen chileno que matan a dos venezolanos, uno de ellos un genio de la música, antes de su fallecimiento, durante su carrera y posterior a ella, como Tirone José González. Se le están respetando sus derechos a la defensa y sus garantías judiciales a los acusados. ¿Qué cosa tan diferente hubiera pasado si dos venezolanos matan a Víctor Jara en Chile? No quiero ni imaginarlo. Si por estar unos venezolanos en Chile, a veces caminando por una plaza, los maltratan y los persiguen. Una xenofobia antivenezolana brutal. Pues Venezuela es diferente. Con todos nuestros defectos y errores, este es un pueblo noble y un Estado de derecho». Estas declaraciones de Saab, tuvieron eco en el Palacio de La Moneda, y el subsecretario de Interior del Gobierno de Boric, Manuel Monsalve, respondió: «en Chile no toleramos la xenofobia, pero sí tenemos la obligación de aplicar el Estado de derecho a todos los que cometen delitos, independiente de la nacionalidad que tengan, independiente de la situación migratoria en la que estén».
En la sala del Senado de Chile, Chahuán informó de las gestiones de la comisión parlamentaria respecto de los Améstica. También aludió a Saab: «ha habido declaraciones por parte del fiscal en las que acusa a Chile de ser un pueblo xenófobo y que en Chile hay un menosprecio, según sus palabras, respecto del pueblo venezolano. Acá lo que nos parece, porque no podemos abocarnos a causas pendientes, aunque sean en un país vecino, es que al menos se resguarde el debido proceso. Es muy importante que los abogados tengan acceso a los expedientes judiciales, porque han tenido dificultades».

### KPU
Tras el esclarecimiento de la muerte de Canserbero, la fiscalía de Venezuela emitió una orden de aprehensión en contra de Leandro Ciro Áñez Grippa, más conocido como KPU, quien fuera DJ y productor musical del rapero, acusándolo de apropiarse ilegalmente de sus canciones, plagio y engaño al Estado. Saab agregó que el Servicio Autónomo de Propiedad Intelectual (SAPI), aseveró que KPU solicitó en el 2020 la propiedad intelectual de los álbumes Vida, Muerte y  Apa & Can. Saab recalcó que las regalías de la música de Canserbero, deben pertenecer únicamente a su padre.
Días después, a través de su cuenta en Instagram, KPU se pronunció sobre dichas acusaciones en su contra. Explicó que el padre de Canserbero, José González Ollarves, fue manipulado por malas influencias, con la intención de hacerle creer que KPU le había robado. «Nunca le robé regalías, le pagué mensualmente sin queja de su parte desde 2016, cuando comenzó la monetización digital. También quedó claro que las autorías que declaré al SAPI en el registro de producción fonográfica, las cuales me corresponden como productor de los álbumes Vida y Muerte. Es absurdo pensar que alguien pueda robar las letras de Canserbero», expresó. Por su parte, Saab resaltó que el Ministerio Público emitió una alerta roja ante la Organización Internacional de Policía Criminal (Interpol) para KPU. «Él se auto califica autor, o sea, él compuso las letras de los álbumes Vida y Muerte; eso es una mentira total», aseguró Saab, que además lo instó a demostrar su inocencia ante las autoridades venezolanas, porque es considerado un prófugo de la justicia, ya que en el momento de la denuncia, KPU se encontraría en Miami.
Tarek William Saab, informó que el Servicio Autónomo de Propiedad Intelectual (SAPI) procedió a anular mediante un acto administrativo emitido el  20 de enero de 2024, los registros de las producciones fonográficas de los álbumes Vida, Muerte y Apa & Can. El fiscal dijo también que tras realizarse las investigaciones pertinentes, se determinó que Canserbero era autor de sus propias letras y que además colaboró con KPU en la producción musical, por lo que se estaría en todo caso, en presencia de una coproducción.

## Otras teorías
En enero de 2023, a través de Twitter, un supuesto exinspector de la Policía Metropolitana de Caracas, de nombre «Iván R. Lucas», publicó una serie de detalles polémicos de los presuntos responsables de la muerte del rapero venezolano, en donde aseguró que Tareck El Aissami, sus escoltas y parte de la familia Améstica, estaban involucrados en las muertes de Canserbero y Carlos Molnar. El medio NTN24, recordó también que la muerte de Canserbero se registró cuando el gobernador del estado Aragua era El Aissami.
El medio de periodismo satírico El Chigüire Bipolar, publicó un artículo llamado «Cuando los culpables fueron inocentes», en donde cuestionan los métodos de investigación realizados por las autoridades, además de hacer énfasis en el cargo político que poseía El Aissami en el momento del asesinato de Canserbero, haciendo alusión a que este también pudo estar involucrado. «La respuesta es tristemente obvia: cualquiera que esté al tanto de los ciclos del poder en Venezuela, sabrá que en 2015 Tareck El Aissami era el gobernador de Aragua, el estado donde ocurrió el crimen.»